# 古斯·高薩吉
理查德·麥可·「古斯」·高薩吉（英語：Richard Michael "Goose" Gossage，1951年7月5日—），為美國職棒大聯盟的投手，生涯曾效力過白襪、海盜、洋基、教士、小熊、巨人、遊騎兵、運動家與水手等球隊。1990年，他曾到日本加盟福岡大榮鷹。
高薩吉是大聯盟於1970年代末至1980年代初的著名終結者，他3次拿下美聯救援王，2次為救援王排行榜亞軍。生涯310次救援成功在他退休時排名大聯盟第二多，一度僅次於羅利·芬格斯。1980年，高薩吉在賽揚獎和MVP獎項都拿下第三名，隔年他的防禦率僅有0.77。
高薩吉生涯入選過8次明星賽，一度為終結者之最，後來被馬里安諾·李維拉打破。他在2008年入選名人堂，目前在擔任播報員。

## 職業生涯
1970年，高中畢業的高薩吉投入選秀，並在第9輪被白襪隊選中。1975年，高薩吉以26次救援成功拿下美聯救援王。1976年球季結束後，白襪隊將他和Terry Forster交易到海盜隊，換來Silvio Martínez和Richie Zisk。在海盜隊待完一季後，高薩吉以自由球員身分和洋基隊簽約。
高薩吉後來又在洋基隊拿下2次救援王。1978年美國聯盟東區封王決勝加賽，高薩吉拿下救援成功，讓洋基打敗紅襪成為美東冠軍。他在美聯冠軍賽拿下一次救援成功，並在世界大賽第六戰登板。他讓羅恩·塞伊打出內野沖天炮出局，洋基最終也拿下世界大賽冠軍。
高薩吉最讓人津津樂道的一場比賽是在9月3日，他在無人出局二三壘有人時登板，並以11球連續三振三名打者度過失分危機。
1979年4月19日，瑞吉·傑克森和Cliff Johnson在休息室發生衝突，勸架的高薩吉不慎弄傷右大拇指韌帶。最後他休息了3個月，Johnson也在2個月後被球隊交易。1980年，高薩吉單季拿下33次救援成功，洋基再次拿下分區冠軍。

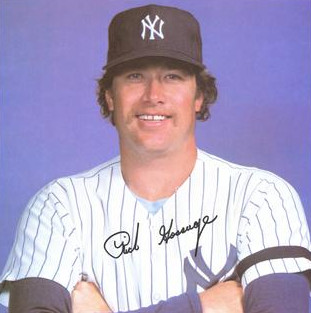
1981年的高薩吉

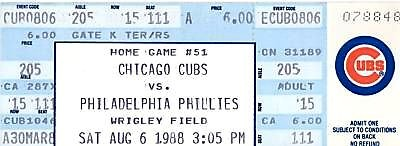
高薩吉拿下生涯300次救援成功的比賽門票

1981年美國聯盟分區賽，高薩吉連續三場比賽都拿下救援成功。他在1983年打破了由Sparky Lyle寫下的141次救援成功隊史紀錄。

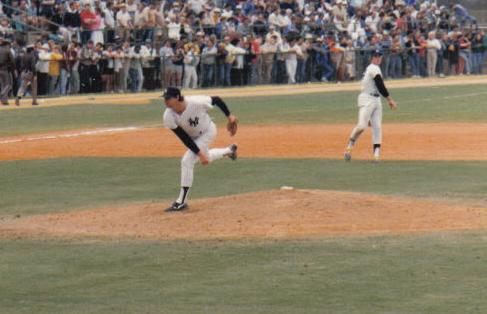
1983年，參與春訓的高薩吉

後來高薩吉對於洋基老闆過度干預球隊事務感到不滿，並時常質疑總教練的決策。1983年，高薩吉季後成為自由球員，並宣布自己再也不會與洋基隊簽約。1984年，他加入聖地牙哥教士，並幫助球隊闖進隊史首次世界大賽。世界大賽第五戰，他上場救援並拒絕故意四壞保送Kirk Gibson，結果正面對決的結果是Gibson成功敲出3分砲，最終教士隊以1勝4敗輸給老虎隊。1986年8月17日，他在彼得·羅斯的生涯最後一個打席將他三振。
1988年球季開打前，教士隊將高薩吉和Ray Hayward交易到小熊隊，換來Keith Moreland和Mike Brumley。8月6日，他完成生涯300次救援成功。1989年3月，他被小熊隊釋出，並在下個月加盟巨人。結果他在8月又重回洋基隊，後來他在1990年到日職加盟福岡大榮鷹。
1991年，高薩吉加入遊騎兵隊。7月23日，他和隊友諾蘭·萊恩分別在同場比賽拿下308次救援成功和308勝，寫下罕見紀錄。後來他加盟運動家隊，並打了兩年。
1994年，高薩吉加入水手隊。他在8月4日成為大聯盟史上第三位生涯出賽滿1000場的投手。高薩吉生涯累積112次救援失敗，超越羅利·芬格斯的109次，不過兩人仍順利入選名人堂。

## 終結者先驅
洋基隊在1970年代末開始嘗試使用布局投手和終結者的搭配組合，在當時可說是一項創舉。洋基隊在那時候主要讓Ron Davis於第7或8局上場，並讓高薩吉在第9局上場救援。這個組合也讓洋基隊在6局取得領先後，戰績為77勝2敗。
由於高薩吉時常在9局登板，而且通常都是在球隊比分差距很近或是面臨失分危機時上場，因此「終結者」這個概念也慢慢在大聯盟發展。有些人會拿他和大聯盟歷史救援王馬里安諾·李維拉做比較，高薩吉雖然認同李維拉是現代棒球最強的終結者，但不適合拿來與不同時期的選手做比較。

## 投球風格
高薩吉是少數幾乎只投快速球的投手，他偶爾會搭配滑球和變速球做使用。儘管他常常因為故意觸身球遭到球迷詬病，不過他聲稱他整個職業生涯只發生過3次故意觸身球。

## 退休之後

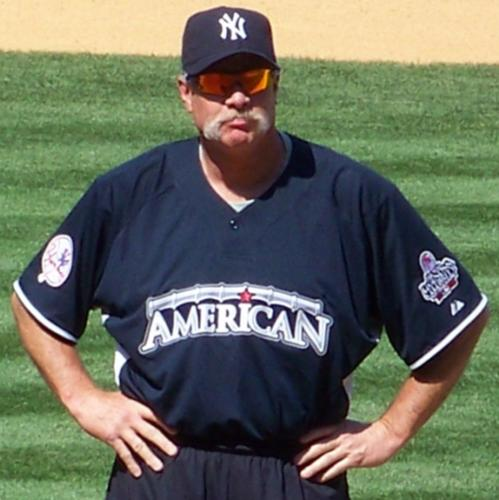
2008年，出席活動的高薩吉。

高薩吉目前定居在其家鄉，並持續推廣棒球運動。他的兒子陶德也是一名棒球員，並曾在美加聯盟出賽過。
2008年，高薩吉以85.8%的得票率入選名人堂。以前曾執教過高薩吉的總教練Dick Williams也在同年入主古柏鎮。2014年6月22日，洋基隊設置了高薩吉的紀念匾額，並放在中外野後方的紀念碑公園內。
高薩吉是一位狂熱的川普擁護者，他曾公開批評Black Lives Matter運動。由於他曾經批評過洋基隊的球員(特別是李維拉)，總管凱許曼和老闆史坦布瑞納也都被他得罪過，因此洋基隊終身禁止高薩吉在球隊春訓中現身，也不准他參加洋基隊任何形式的活動。

## 生涯投球數據
| 勝投 | 敗投 | 防禦率 | 出賽場次 | 先發 | 救援成功 | 投球局數 | 安打 | 失分 | 自責分 | 全壘打 | 保送 | 三振 | 暴投 | 觸身球 |
| ---- | ---- | ------ | -------- | ---- | -------- | -------- | ---- | ---- | ------ | ------ | ---- | ---- | ---- | ------ |
| 124  | 107  | 3.01   | 1002     | 37   | 310      | 1809.1   | 1497 | 670  | 605    | 119    | 732  | 1502 | 63   | 47     |

## 外部連結
- 球員資訊和成績在MLB ，ESPN ，Retrosheet ，Baseball Reference ，Baseball Reference (Minors) ，Fangraphs ，The Baseball Cube （英文）
- 古斯·高薩吉在台灣棒球維基館上的頁面（繁體中文）